# Brungylta
Brungylta (Labrus merula) är en fiskart som beskrevs av Carl von Linné 1758. Brungylta ingår i släktet Labrus och familjen läppfiskar. Inga underarter finns listade.
Exemplaren blir upp till 45 cm långa. Den äldsta kända individen levde 17 år.
Arten förekommer främst i Medelhavet nära kusten och i angränsande områden österut fram till Marmarasjön och till Levantinska sjön. Den hittas även i Atlanten vid Portugal och norra Marocko samt kring Azorerna. Havet är i regionen där brungyltan lever upp till 50 meter djup. Individerna vistas i klippiga områden med tång och sjögräs.
Brungyltan äter sjöborrar, ormstjärnor, havslevande blötdjur, krabbor och maskar. Efter parningen lägger honan äggen mellan februari och maj. De länkas till sjögräs och bevakas sedan av hanen. Ungarna blir könsmogna när de är 15 till 20 cm långa och cirka två år gamla.
Sjögräs av släktet Posidonia blir sällsyntare i Medelhavet vad som hotar artens bestånd. När större exemplar fångas under fiske säljs de på lokala marknader. Populationen anses fortfarande vara stabil. IUCN kategoriserar arten globalt som livskraftig.